# Psammoris carpaea
Psammoris carpaea är en fjärilsart som beskrevs av Edward Meyrick 1906. Psammoris carpaea ingår i släktet Psammoris och familjen Lecithoceridae. Inga underarter finns listade i Catalogue of Life.